# Ministero degli affari esteri (Cipro)
Il Ministero degli affari esteri (in greco Υπουργείο Εξωτερικών της Κυπριακής Δημοκρατίας?, Ypourgeio Exōterikōn tīs Kypriakīs Dīmokratias) è un dicastero del governo cipriota responsabile per la politica estera di Cipro.
L'attuale ministro è Kōnstantinos Kompos, in carica dal 1º marzo 2023.